# Ministrowie edukacji Wielkiej Brytanii

## Wiceprzewodniczący Komitetu Edukacji
| Wiceprzewodniczący              | Czas urzędowania                    |
| ------------------------------- | ----------------------------------- |
| William Cowper                  | 5 lutego 1857 – 21 lutego 1858      |
| Charles Adderley                | 12 marca 1858 – 11 czerwca 1859     |
| Robert Lowe                     | 24 czerwca 1859 – 26 kwietnia 1864  |
| Henry Bruce                     | 26 kwietnia 1864 – 26 czerwca 1866  |
| Henry Lowry-Corry               | 26 czerwca 1866 – 19 marca 1867     |
| Robert Montagu                  | 19 marca 1867 – 1 grudnia 1868      |
| William Edward Forster          | 9 grudnia 1868 – 17 lutego 1874     |
| Dudley Ryder, wicehrabia Sandon | 2 marca 1874 – 4 kwietnia 1878      |
| George Hamilton                 | 4 kwietnia 1878 – 21 kwietnia 1880  |
| Anthony Mundella                | 3 maja 1880 – 9 czerwca 1885        |
| Edward Stanhope                 | 24 czerwca 1885 – 17 września 1885  |
| Henry Holland                   | 17 września 1885 – 28 stycznia 1886 |
| Lyon Playfair                   | 13 lutego 1886 – 20 lipca 1886      |
| Henry Holland                   | 3 sierpnia 1886 – 25 stycznia 1887  |
| William Hart Dyke               | 25 stycznia 1887 – 11 sierpnia 1892 |
| Arthur Acland                   | 25 sierpnia 1892 – 21 czerwca 1895  |
| John Eldon Gorst                | 4 lipca 1895 – 8 sierpnia 1902      |

## Przewodniczący Rady Edukacji
| Przewodniczący                                      | Czas urzędowania                        |
| --------------------------------------------------- | --------------------------------------- |
| Spencer Cavendish, 8. książę Devonshire             | 1 kwietnia 1900 – 8 sierpnia 1902       |
| Charles Vane-Tempest-Stewart, 6. markiz Londonderry | 8 sierpnia 1902 – 4 grudnia 1905        |
| Augustine Birrell                                   | 10 grudnia 1905 – 23 stycznia 1907      |
| Reginald McKenna                                    | 23 stycznia 1907 – 12 kwietnia 1908     |
| Walter Runciman                                     | 12 kwietnia 1908 – 23 października 1911 |
| Joseph Pease                                        | 23 października 1911 – 25 maja 1915     |
| Arthur Henderson                                    | 25 maja 1915 – 18 sierpnia 1916         |
| Robert Crewe-Milnes, 1. markiz Crewe                | 18 sierpnia 1916 – 10 grudnia 1916      |
| Herbert Fisher                                      | 10 grudnia 1916 – 19 października 1922  |
| Edward Wood                                         | 24 października 1922 – 22 stycznia 1924 |
| Charles Trevelyan                                   | 22 stycznia 1924 – 3 listopada 1924     |
| Eustace Percy                                       | 6 listopada 1924 – 4 czerwca 1929       |
| Charles Trevelyan                                   | 7 czerwca 1929 – 2 marca 1931           |
| Hastings Lees-Smith                                 | 2 marca 1931 – 24 sierpnia 1931         |
| Donald Maclean                                      | 25 sierpnia 1931 – 15 czerwca 1932      |
| Edward Wood, 3. wicehrabia Halifaksu                | 15 czerwca 1932 – 7 czerwca 1935        |
| Oliver Stanley                                      | 7 czerwca 1935 – 28 maja 1937           |
| James Stanhope, 7. hrabia Stanhope                  | 28 maja 1937 – 27 października 1938     |
| Herbrand Sackville, 9. hrabia De La Warr            | 27 października 1938 – 3 kwietnia 1940  |
| Herwald Ramsbotham                                  | 3 kwietnia 1940 – 20 lipca 1941         |
| Rab Butler                                          | 20 lipca 1941 – 3 sierpnia 1944         |

## Ministrowie edukacji
| Minister                             | Czas urzędowania                        |
| ------------------------------------ | --------------------------------------- |
| Rab Butler                           | 3 sierpnia 1944 – 25 maja 1945          |
| Richard Law                          | 25 maja 1945 – 26 lipca 1945            |
| Ellen Wilkinson                      | 3 sierpnia 1945 – 6 lutego 1947         |
| George Tomlinson                     | 10 lutego 1947 – 26 października 1951   |
| Florence Horsbrugh                   | 2 listopada 1951 – 18 października 1954 |
| David Eccles                         | 18 października 1954 – 13 stycznia 1957 |
| Quintin Hogg, 2. wicehrabia Hailsham | 13 stycznia 1957 – 17 września 1957     |
| Geoffrey William Lloyd               | 17 września 1957 – 14 października 1959 |
| David Eccles                         | 14 października 1959 – 13 lipca 1962    |
| Edward Boyle                         | 13 lipca 1962 – 1 kwietnia 1964         |

## Ministrowie edukacji i nauki
| Minister              | Czas urzędowania                        |
| --------------------- | --------------------------------------- |
| Quintin Hogg          | 1 kwietnia 1964 – 16 października 1964  |
| Michael Stewart       | 18 października 1964 – 22 stycznia 1965 |
| Anthony Crosland      | 22 stycznia 1965 – 29 sierpnia 1967     |
| Patrick Gordon Walker | 29 sierpnia 1967 – 6 kwietnia 1968      |
| Edward Short          | 6 kwietnia 1968 – 19 czerwca 1970       |
| Margaret Thatcher     | 20 czerwca 1970 – 4 marca 1974          |
| Reginald Prentice     | 5 marca 1974 – 10 czerwca 1975          |
| Frederick Mulley      | 10 czerwca 1975 – 10 września 1976      |
| Shirley Williams      | 10 września 1976 – 4 maja 1979          |
| Mark Carlisle         | 5 maja 1979 – 14 września 1981          |
| Keith Joseph          | 14 września 1981 – 21 maja 1986         |
| Kenneth Baker         | 21 maja 1986 – 24 lipca 1989            |
| John MacGregor        | 24 lipca 1989 – 2 listopada 1990        |
| Kenneth Clarke        | 2 listopada 1990 – 10 kwietnia 1992     |

## Ministrowie edukacji
| Minister         | Czas urzędowania                 |
| ---------------- | -------------------------------- |
| John Patten      | 10 kwietnia 1992 – 20 lipca 1994 |
| Gillian Shephard | 20 lipca 1994 – 5 lipca 1995     |

## Ministrowie edukacji i zatrudnienia
| Minister         | Czas urzędowania             |
| ---------------- | ---------------------------- |
| Gillian Shephard | 5 lipca 1995 – 2 maja 1997   |
| David Blunkett   | 2 maja 1997 – 8 czerwca 2001 |

## Ministrowie edukacji i zdolności
| Minister       | Czas urzędowania                       |
| -------------- | -------------------------------------- |
| Estelle Morris | 8 czerwca 2001 – 24 października 2002  |
| Charles Clarke | 24 października 2002 – 15 grudnia 2004 |
| Ruth Kelly     | 15 grudnia 2004 – 5 maja 2006          |
| Alan Johnson   | 5 maja 2006 – 27 czerwca 2007          |

## Ministrowie ds. dzieci, szkół i rodzin
| Minister | Czas urzędowania               |
| -------- | ------------------------------ |
| Ed Balls | 28 czerwca 2007 – 11 maja 2010 |

## Ministrowie innowacji, uniwersytetów i zdolności
| Minister    | Czas urzędowania                 |
| ----------- | -------------------------------- |
| John Denham | 28 czerwca 2007 – 5 czerwca 2009 |

## Ministrowie edukacji
| Minister           | Czas urzędowania                       |
| ------------------ | -------------------------------------- |
| Michael Gove       | 12 maja 2010 – 15 lipca 2014           |
| Nicky Morgan       | 15 lipca 2014 – 14 lipca 2016          |
| Justine Greening   | 14 lipca 2016 – 24 lipca 2019          |
| Damian Hinds       | 8 stycznia 2018 – 8 stycznia 2018      |
| Gavin Williamson   | 24 lipca 2019 – 15 września 2021       |
| Nadhim Zahawi      | 15 września 2021 – 5 lipca 2022        |
| Michelle Donelan   | 5 lipca 2022 – 7 lipca 2022            |
| James Cleverly     | 7 lipca 2022 – 6 września 2022         |
| Kit Malthouse      | 6 września 2022 – 25 października 2022 |
| Gillian Keegan     | 25 października 2022 – od 5 lipca 2024 |
| Bridget Phillipson | od 5 lipca 2024                        |